# Champlain Trail Lakes
Champlain Trail Lakes är sjöar i Kanada.   De ligger i provinsen Ontario, i den sydöstra delen av landet, 80 km väster om huvudstaden Ottawa. Champlain Trail Lakes ligger 166 meter över havet. De ligger vid sjöarna  Blanchards Lake Dump Lake Eadys Lake Galilee Lake Garden Lake och Smiths Lake.
I omgivningarna runt Champlain Trail Lakes växer i huvudsak blandskog. Runt Champlain Trail Lakes är det mycket glesbefolkat, med 7 invånare per kvadratkilometer.